# Bernolfo di Asti
Bernolfo (IX/X secolo – Priola, IX/X secolo) è stato un vescovo italiano, venerato dalla Chiesa cattolica come santo. Alcuni scritti lo collocano quale vescovo della diocesi di Asti nel IX-X secolo, martirizzato dai saraceni.

## Agiografia
Il catalogo dell'Ughelli, registra tra i vescovi della diocesi di Asti un san Bernolfo, come martire ucciso dai saraceni.
Questo vescovo infatti è oggetto di culto a Mondovì, che appartenne alla diocesi astigiana fino al XV secolo.
La tradizione racconta che sia stato ucciso nel corso di una delle scorrerie saracene avvenute nel Piemonte sud occidentale nel corso del IX-X secolo.
Alcuni studiosi collocano la vicenda nel 901, quando l'imperatore Ludovico III di Provenza, deposto il Conte di Bredulo, affidò i territori al vescovo di Asti Eilolfo; questi venne ucciso durante una scorreria saracena, attorno al 904, a Priola. 
In un primo tempo, venne eretta una cappella presso la località  di Priola (o Pogliola), nei pressi della casina Saracina, a pochi chilometri da Mondovì.
La tradizione vuole che nei secoli il nome del vescovo astigiano si sia trasformato in quello di Bernolfo, dato che nell'elenco dei vescovi di Asti, non compare in realtà nessun vescovo con tale nome e nemmeno esistono documenti in proposito.

## Culto
A seguito del martirio, le spoglie di Eilulfo/Bernolfo furono sepolte sulle rive dell'Ellero e successivamente trasferite nella cattedrale di Mondovì.
Nei documenti anteriori al XV secolo però, san Bernolfo non viene mai associata ad una figura erpiscopale, anzi, monsignor Lorenzo Fieschi, vescovo di Mondovì nel XVI secolo, nel momento della consacrazione della cattedrale (1514), scrive di aver collocato le reliquie di san Donato e san Bernolfo sotto l'altare maggiore. Ma mentre per san Donato gli dà il titolo di vescovo e martire, la stessa cosa non accade per Bernolfo che lo appella solamente con il titolo di martire.
A Mondovì, nella parrocchia di Piandellavalle, esiste nella Chiesa di San Bernolfo una cappella dedicata al santo che la leggenda vuole sia sorta alla sua morte come tomba.